# Њуберн (Тенеси)
Њуберн (енгл. Newbern) град је у америчкој савезној држави Тенеси.

## Демографија
По попису из 2010. године број становника је 3.313, што је 325 (10,9%) становника више него 2000. године.
| Група             | 2000.         | 2010.         |
| Белци             | 2.520 (84,3%) | 2.668 (80,5%) |
| Афроамериканци    | 384 (12,9%)   | 421 (12,7%)   |
| Азијати           | 8 (0,3%)      | 11 (0,3%)     |
| Хиспаноамериканци | 37 (1,2%)     | 166 (5,0%)    |
| Укупно            | 2.988         | 3.313         |